# 大庆大学
大庆大学校（韓語：대경대학교）於1992年成立，位於韓國大邱廣域市以東的慶尚北道慶山市，是一間私立專科學校。
大庆大学校实行理论与实践结合的教育体系——社交合作一体化CO-OP教育，在教育人力资源部进行的大专院校综合评比中，获得了AAA荣称。在2010年国家顾客满意度 （NCSI）调查中，位于大专院校第二位。大庆大学通过与1,000多家民间企业组织共同合作实务教学教育，同时与海外30余所著名大学保持活跃的交流合作关系。

## 历史
1992—
1992.01.08  学校法人中严学院  设立
1993.03.05  大庆大学  开校
1998.05.15  大学首创自主品牌“LAGOSOL”产品面世
1998.09.16  至今  被选定为教育部特性化教育优秀大学
1999.01.06  与IBM/LOTUS签订公认教育机关协议
2001——
2001.03.12  被指定为技术领导大学(中小企业厅)

## 专业介绍[1]
艺能类
剧电影系 · 歌舞剧系
广播电视主持人系 · 演艺经济管理与活动策划系
实用音乐系 · 实用舞蹈系
时尚模特系 · 时尚服装设计（Fashion  Specialest）系
体能类
警卫保安系 · 运动康复科学系
国际跆拳道系 · 高尔夫系
工学营销系
VMD系 · 网络游戏系
网络营销系 · 时尚购物系

人文社会类
幼儿教育系 · 汽车专业营销商系
军预官系 · 警察行政系
社会福祉系 · 航空运输系
观光邮轮乘务员系 · 酒店管理系
自然科学类
餐饮管理学部 · 星际酒店餐点烘培制作系
发型设计系 · 装扮系
皮肤美容系 · 装扮艺术系
动物训练与公演系
保健类
护理系 · 临床病理系
眼镜光学系 · 医院医疗行政系

## 知名校友
- 李受真（模特系畢業）：著名韓職三星獅啦啦隊長（2013年迄今）、蔚山現代太陽神籃球隊啦啦隊長（2019年起）。
- 安普賢：韓國男演員。
- 崔榮宰 (時尚模特系 在學)：GOT7團員。
- 金有謙 (時尚模特系 在學)：GOT7團員。
- 崔雄：男演員。
- 金明洙（實用音樂系畢業）：INFINITE團員。

## 外部連結
- 學校官方網站（页面存档备份，存于）